# Ciepielewo
Ciepielewo (prononciation : [t͡ɕɛpjɛˈlɛvɔ]) est un village polonais de la gmina de Szelków dans le powiat de Maków de la voïvodie de Mazovie dans le centre-est de la Pologne.
Il se situe à environ 5 kilomètres au sud-est de Maków Mazowiecki (siège du powiat) et à 70 kilomètres au nord de Varsovie (capitale de la Pologne).
Le village compte une population de 226 habitants en 2004.

## Histoire
De 1975 à 1998, le village appartenait administrativement à la voïvodie d'Ostrołęka.